# Newton County, Mississippi
Newton County är ett administrativt område i delstaten Mississippi, USA. År 2010 hade countyt 58 114 invånare. Den administrativa huvudorten (county seat) är Decatur.

## Geografi
Enligt United States Census Bureau har countyt en total area på 1 501 km². 1 497 km² av den arean är land och 4 km² är vatten.

### Angränsande countyn
- Neshoba County - nord
- Lauderdale County - öst
- Jasper County - syd
- Scott County - väst

### Orter
- Chunky
- Conehatta
- Decatur (huvudort)
- Hickory
- Lake (delvis i Scott County)
- Newton
- Union (delvis i Neshoba County)